# ホスアプレピタント
ホスアプレピタント メグルミン（Fosaprepitant Meglumine）は静脈注射で用いられる制吐剤の一つである。アプレピタントのプロドラッグにあたる。商品名プロイメンド。
2008年1月に米国でFDAに承認され、2008年1月に欧州でもEMAに承認された。日本では2011年9月に承認された。

## 効能・効果
抗悪性腫瘍剤投与に伴う消化器症状（悪心、嘔吐）（遅発期を含む）

## 禁忌
ピモジドを服用中の患者に投与すると、QT延長、心室性不整脈等の重篤な副作用を起こすおそれがあるので、禁忌である。

## 副作用
治験時の副作用発現率は、成人で26.4%、小児で14.8%であった。主な副作用は便秘(9.2%)、ALT(GPT)上昇(6.9%)、しゃっくり(5.7%)、注入部位疼痛・滴下投与部位痛(5.2%)、AST(GOT)上昇(4.6%)、γ-GTP上昇(3.4%)等で あった。（発現率は成人での試験）
添付文書に記載されている重大な副作用は、皮膚粘膜眼症候群（Stevens-Johnson症候群）、穿孔性十二指腸潰瘍、アナフィラキシー反応である。（いずれも頻度不明）
5%以上に発現する副作用として、便秘、吃逆、ALT(GPT)上昇、注射部疼痛が挙げられている。